# Bilimbia microcarpa
Bilimbia microcarpa är en lavart som först beskrevs av Theodor 'Thore' Magnus Fries, och fick sitt nu gällande namn av Theodor 'Thore' Magnus Fries. Bilimbia microcarpa ingår i släktet Bilimbia, klassen Lecanoromycetes, divisionen sporsäcksvampar och riket svampar.  Arten är reproducerande i Sverige. Inga underarter finns listade i Catalogue of Life.